# Monoeca mexicana
Monoeca mexicana är en biart som först beskrevs av Radoszkowski 1884.  Monoeca mexicana ingår i släktet Monoeca och familjen långtungebin. Inga underarter finns listade i Catalogue of Life.